# Matteo Darmian
Matteo Darmian, né le 2 décembre 1989 à Legnano, est un footballeur international italien qui évolue au poste d'arrière latéral à l'Inter Milan.

## Biographie

### Carrière en club

#### AC Milan (2006-2010)
Matteo Darmian fait ses premiers pas avec l'AC Milan le 28 novembre 2006, en Coupe d'Italie face au club de Brescia. Plus tard, le 27 mai 2007, il joue ses premières minutes en Série A face à l'Udinese.
Il est considéré comme l'un des futurs titulaires du Milan AC à l'instar d'autres jeunes talentueux comme Alberto Paloschi et Matteo Bruscagin.

#### Calcio Padova (2009-2010)
Il est prêté à Calcio Padova pour la saison 2009-2010.
À l'aube de la saison 2010-2011, les dirigeants du Milan AC décident de le céder au club de Palerme, dans le cadre d'une copropriété (procédé très courant dans le championnat italien).

#### US Palerme (2010-2011)

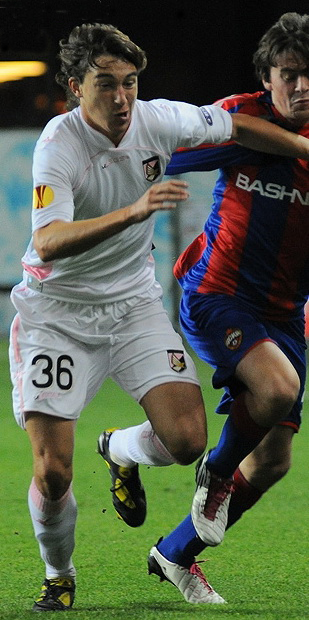
Darmian jouant pour Palerme contre CSKA Moscou en 2010

Le 11 juillet 2010, il est annoncé que Matteo Darmian rejoindra le camp d'entraînement de pré-saison de Palerme en Autriche, après que Milan et le club sicilien de Serie A aient convenu en principe d'un transfert le concernant. Le transfert, dévoilé sous la forme d'une offre de co-propriété, est officiellement annoncé par Palerme le lendemain. Le montant est de 800 000 €. Darmian fait ses débuts pour les Rosanero le 16 septembre 2010, lors d'un match de la Ligue Europa contre Sparta Prague, ce qui lui vaut également sa première apparition en compétition européenne. Ses débuts en championnat avec Palerme ont lieu lors du quatrième match de la saison, en remplaçant Javier Pastore lors d'une victoire 3-1 contre Juventus. Le 6 février 2011, il joue son premier match en tant que titulaire en championnat lors d'une victoire 4-2 de Palerme à l'extérieur contre Lecce, mais est remplacé à la 33e minute en raison d'une blessure. Il termine la saison avec 16 apparitions en Serie A, en Ligue Europa et en Coppa Italia.

#### Torino FC (2011-2015)
Après que Milan et Palerme ont renouvelé la co-propriété le 23 juin 2011,, il est officiellement prêté au club de Serie B Torino le 12 juillet 2011. Il fait ses débuts pour les Granata le 13 août 2011, lors du deuxième tour de la Coppa Italia contre Lumezzane; et marque son premier but le 30 octobre 2011 contre Empoli, permettant à son équipe de gagner 2-1. Le 13 novembre 2011, il se blesse contre Bari et est mis sur la touche pendant cinq matchs. À la fin de la saison, il est promu en Serie A après avoir joué 33 matchs en championnat et un en Coppa Italia.
Le 20 juin 2012, Palerme rachète sa part de 50 % à Milan pour 500 000 €,, et le 5 juillet 2012, son retour à Torino est officialisé dans le cadre d'un accord de co-propriété pour 825 000 €,. Avec Torino, il joue 30 matchs en Serie A et deux en Coppa Italia. Le 20 juin 2013, Torino rachère le reste de son contrat à Palerme pour 1,5 million d'euros,.
Lors de la saison 2013-2014, il joue 37 matchs en Serie A pour Torino, qui termine septième et se qualifie pour la Ligue Europa après que Parma n'ait pas obtenu de licence UEFA,. Il est sélectionné dans l'équipe type de Serie A, aux côtés de son coéquipier Ciro Immobile. Le 18 mai 2014, il dispute son 100e match pour Torino lors du match nul 2-2 à l'extérieur contre Fiorentina.
Lors de sa première apparition de la saison 2014-2015, le 7 août 2014, il marque son premier but en compétition européenne lors d'une victoire 4-0 contre le IF Brommapojkarna de Suède, lors du deuxième tour des qualifications de la Ligue Europa 2014-2015. Le 29 octobre 2014, il marque son premier but en Serie A pour assurer une victoire 1-0 contre Parma, avant de revenir au tableau des buts le 11 décembre 2014 lors de la phase de groupes de la Ligue Europa, remportée 5-1 à l'extérieur contre Copenhague. Le 26 février 2015, il marque le but de la victoire contre Athletic Bilbao, qualifiant Torino pour les huitièmes de finale après une victoire historique 3-2 en Espagne. Il conclut la saison avec 47 apparitions et cinq buts entre la Serie A, l'Europe et la Coppa Italia.
Au total, il a joué 151 matchs et marqué six buts pour Torino.

#### Manchester United (2015-2019)
Le 11 juillet 2015, Matteo Darmian rejoint officiellement Manchester United contre un chèque de 12,7 millions de livres. Il signe un contrat de quatre ans (+ un an en option). Il marque son premier but d'une sublime volée contre Crystal Palace.
Après une première saison compliquée à cause de problèmes d'adaptation, Matteo Darmian affiche une bien meilleure copie lors de la saison 2016-2017, grâce à des performances plus rassurantes de sa part. Il est d'ailleurs titulaire lors de la finale de Ligue Europa 2017 remportée par les Mancuniens, il réalise un très bon match et soulève le premier trophée majeur de sa carrière.
Darmian souhaite quitter le club à l'été 2018 en vue d'obtenir davantage de temps de jeu. Son entraîneur José Mourinho, qui apprécie son attitude et lui octroie ponctuellement en pré-saison le brassard de capitaine, ne s'y oppose pas mais conditionne ce départ à une offre de transfert intéressante pour le club. Cette possibilité ne se concrétise pas.

#### Retour en Italie (depuis 2019)
Darmian revient en Italie lors de la saison 2019-2020, interrompue pour cause de pandémie de Covid-19. Il signe un contrat de quatre saisons avec Parme. Le 5 octobre 2020, le défenseur est prêté à l'Inter Milan.
L'Inter Milan annonce à la fin du mois de décembre 2023 la prolongation du contrat de Darmian, initialement clos en juin 2024, jusqu'en juin 2025.

### En équipe nationale
Matteo Darmian atteint la finale du championnat d'Europe des moins de 19 ans 2008, en étant battu par l'Allemagne.
Il joue son premier match en équipe d'Italie le 31 mai 2014 contre la république d'Irlande.
Convoqué en équipe nationale lors du dernier match amical de préparation avant la Coupe du monde au Brésil, il figure le lendemain dans la liste des 23 joueurs retenus. Il fait donc partie de la Squadra azzurra lors du mondial 2014. Il joue trois matchs lors de cette compétition : contre l'Angleterre, le Costa Rica et l'Uruguay.
Il inscrit son premier but avec l'équipe d'Italie le 10 octobre 2015 contre l'Azerbaïdjan, lors d'un match comptant pour les éliminatoires du Championnat d'Europe 2016. La même année, il est retenu pour participer à l'Euro 2016. 
En mai 2024, il figure dans une liste élargie de 30 joueurs appelés par Luciano Spalletti pour l'Euro 2024 puis il fait partie de la liste définitive de 26 joueurs publiée le 6 juin,.

## Statistiques
| Saison                | Club                  | Championnat           | Championnat | Championnat | Coupe nationale | Coupe nationale | Coupe de la Ligue | Coupe de la Ligue | Supercoupe | Supercoupe | Compétition(s) continentale(s) | Compétition(s) continentale(s) | Compétition(s) continentale(s) | Plays-off | Plays-off | Supercoupe UEFA | Supercoupe UEFA | Coupe du monde des clubs | Coupe du monde des clubs | Total | Total |
| Saison                | Club                  | Division              | M.          | B.          | M.              | B.              | M.                | B.                | M.         | B.         | Comp.                          | M.                             | B.                             | M.        | B.        | M.              | B.              | M.                       | B.                       | M.    | B.    |
| 2006-2007             | AC Milan              | Serie A               | 1           | 0           | 1               | 0               | -                 | -                 | -          | -          | -                              | -                              | -                              | -         | -         | -               | -               | -                        | -                        | 2     | 0     |
| 2007-2008             | AC Milan              | Serie A               | -           | -           | 1               | 0               | -                 | -                 | -          | -          | -                              | -                              | -                              | -         | -         | -               | -               | -                        | -                        | 1     | 0     |
| 2008-2009             | AC Milan              | Serie A               | 3           | 0           | -               | -               | -                 | -                 | -          | -          | -                              | -                              | --                             | -         | -         | -               | -               | -                        | -                        | 3     | 0     |
| Sous-total            | Sous-total            | Sous-total            | 4           | 0           | 2               | 0               | -                 | -                 | -          | -          | -                              | -                              | -                              | -         | -         | -               | -               | -                        | -                        | 6     | 0     |
| 2009-2010             | Calcio Padova (prêt)  | Serie B               | 20          | 1           | -               | -               | -                 | -                 | -          | -          | -                              | -                              | -                              | 2         | 0         | -               | -               | -                        | -                        | 22    | 1     |
| Sous-total            | Sous-total            | Sous-total            | 20          | 1           | -               | -               | -                 | -                 | -          | -          | -                              | -                              | -                              | 2         | 0         | -               | -               | -                        | -                        | 22    | 1     |
| 2010-2011             | US Palerme            | Serie A               | 11          | 0           | 1               | 0               | -                 | -                 | -          | -          | C3                             | 4                              | 0                              | -         | -         | -               | -               | -                        | -                        | 16    | 0     |
| Sous-total            | Sous-total            | Sous-total            | 11          | 0           | 1               | 0               | -                 | -                 | -          | -          | -                              | 4                              | 0                              | -         | -         | -               | -               | -                        | -                        | 16    | 0     |
| 2011-2012             | Torino FC             | Serie B               | 33          | 1           | 1               | 0               | -                 | -                 | -          | -          | -                              | -                              | -                              | -         | -         | -               | -               | -                        | -                        | 34    | 1     |
| 2012-2013             | Torino FC             | Serie A               | 30          | 0           | 2               | 0               | -                 | -                 | -          | -          | -                              | -                              | -                              | -         | -         | -               | -               | -                        | -                        | 32    | 0     |
| 2013-2014             | Torino FC             | Serie A               | 37          | 0           | 1               | 0               | -                 | -                 | -          | -          | -                              | -                              | -                              | -         | -         | -               | -               | -                        | -                        | 38    | 0     |
| 2014-2015             | Torino FC             | Serie A               | 33          | 2           | 1               | 0               | -                 | -                 | -          | -          | C3                             | 13                             | 3                              | -         | -         | -               | -               | -                        | -                        | 47    | 5     |
| Sous-total            | Sous-total            | Sous-total            | 133         | 3           | 5               | 0               | -                 | -                 | -          | -          | -                              | 13                             | 3                              | -         | -         | -               | -               | -                        | -                        | 151   | 6     |
| 2015-2016             | Manchester United     | Premier League        | 28          | 1           | 3               | 0               | 1                 | 0                 | -          | -          | C1+C3                          | 6+1                            | 0+0                            | -         | -         | -               | -               | -                        | -                        | 39    | 1     |
| 2016-2017             | Manchester United     | Premier League        | 18          | 0           | 2               | 0               | 2                 | 0                 | -          | -          | C3                             | 7                              | 0                              | -         | -         | -               | -               | -                        | -                        | 29    | 0     |
| 2017-2018             | Manchester United     | Premier League        | 8           | 0           | 2               | 0               | 3                 | 0                 | -          | -          | C1                             | 3                              | 0                              | -         | -         | 1               | 0               | -                        | -                        | 17    | 0     |
| 2018-2019             | Manchester United     | Premier League        | 6           | 0           | 1               | 0               | 0                 | 0                 | -          | -          | C1                             | 0                              | 0                              | -         | -         | -               | -               | -                        | -                        | 7     | 0     |
| Sous-total            | Sous-total            | Sous-total            | 60          | 1           | 8               | 0               | 6                 | 0                 | -          | -          | -                              | 17                             | 0                              | -         | -         | 1               | 0               | -                        | -                        | 92    | 1     |
| 2019-2020             | Parme FC              | Serie A               | 33          | 1           | 1               | 0               | -                 | -                 | -          | -          | -                              | -                              | -                              | -         | -         | -               | -               | -                        | -                        | 34    | 1     |
| 2020-2021             | Parme FC              | Serie A               | 3           | 0           | -               | -               | -                 | -                 | -          | -          | -                              | -                              | -                              | -         | -         | -               | -               | -                        | -                        | 3     | 0     |
| Sous-total            | Sous-total            | Sous-total            | 36          | 1           | 1               | 0               | 6                 | 0                 | -          | -          | -                              | 17                             | 0                              | -         | -         | -               | -               | -                        | -                        | 60    | 1     |
| 2020-2021             | Inter Milan           | Serie A               | 26          | 3           | 3               | 0               | -                 | -                 | -          | -          | C1                             | 4                              | 1                              | -         | -         | -               | -               | -                        | -                        | 33    | 4     |
| 2021-2022             | Inter Milan           | Serie A               | 24          | 2           | 5               | 0               | -                 | -                 | 1          | 0          | C1                             | 5                              | 0                              | -         | -         | -               | -               | -                        | -                        | 35    | 2     |
| 2022-2023             | Inter Milan           | Serie A               | 32          | 1           | 5               | 1               | -                 | -                 | 1          | 0          | C1                             | 10                             | 0                              | -         | -         | -               | -               | -                        | -                        | 48    | 2     |
| 2023-2024             | Inter Milan           | Serie A               | 33          | 2           | 1               | 0               | -                 | -                 | 2          | 0          | C1                             | 7                              | 0                              | -         | -         | -               | -               | -                        | -                        | 43    | 2     |
| 2024-2025             | Inter Milan           | Serie A               | 29          | 3           | 3               | 0               | -                 | -                 | 2          | 0          | C1                             | 10                             | 0                              | -         | -         | -               | -               | 4                        | 0                        | 48    | 3     |
| Sous-total            | Sous-total            | Sous-total            | 144         | 11          | 17              | 1               | 0                 | 0                 | 6          | 0          | -                              | 36                             | 1                              | -         | -         | 0               | 0               | 4                        | 0                        | 207   | 13    |
| Total sur la carrière | Total sur la carrière | Total sur la carrière | 408         | 17          | 34              | 1               | 6                 | 0                 | 6          | 0          | -                              | 70                             | 1                              | 2         | 0         | 1               | 0               | 4                        | 0                        | 531   | 19    |

## Palmarès
En Équipe nationale 
- Finaliste du championnat d'Europe des moins de 19 ans en 2008

 Manchester United
- Vainqueur de la Coupe d'Angleterre en 2016
- Vainqueur du Community Shield en 2016
- Vainqueur de la Coupe de la ligue anglaise en 2017
- Vainqueur de la Ligue Europa en 2017

 Inter Milan
- Champion de Serie A en 2021 et 2024
- Vainqueur de la Coupe d'Italie en 2022 et 2023
- Vainqueur de la Supercoupe d'Italie en 2021, 2022 et 2023